# Cosmorhoe decolorata
Cosmorhoe decolorata là một loài bướm đêm trong họ Geometridae.